# Истории из Ба-Синг-Се
«Истории из Ба-Синг-Се» (англ. The Tales of Ba Sing Se) — пятнадцатый эпизод второго сезона американского мультсериала «Аватар: Легенда об Аанге».

## Сюжет

### История Тоф и Катары
Приведя себя в порядок, Катара обнаруживает, что Тоф ещё спит. Она будит подругу и предлагает ей провести день без парней. Они идут в сауну и парятся. Тоф наносит на себя красивый макияж. Когда они идут по мосту, незнакомые девушки смеются над Тоф и унижают её. Сначала она терпит это, но затем проламывает в мосту дырку, и обидчицы падают в воду. Катара смывает их куда подальше. Затем она подбадривает Тоф и говорит, что та на самом деле очень красивая.

### История Айро
Айро ходит по рынку и готовится к некоему особенному событию. Когда он замечает плачущего мальчика, то, играя на гитаре, поёт ему песню про солдата, возвращающегося с войны. Мальчик успокаивается и дёргает Айро за бороду. Затем он возвращается домой и встречает детей нации Земли, играющих в футбол с применением покорения земли. Они случайно попадают в окно дома. Айро предлагает им признать вину, но когда видит большого разгневанного жильца, желающего наказать их за разбитое окно, то говорит детям разбегаться. После этого он натыкается на мужчину, который требует отдать ему деньги. Айро, пользуясь неудачной стойкой преступника, валит его на землю, однако затем протягивает ему руку. Мужчина поднимается, и Айро говорит, что тот не похож на бандита. Незнакомец заявляет, что сбился с пути. Далее они пьют чай, и Айро подбадривает собеседника, говоря, что тот сможет стать хорошим массажистом, как того желает, если будет верить в себя.
Вечером Айро поднимается на холм с деревом и поминает своего сына, который погиб при попытке захватить Ба-Синг-Се. Он просит прощения у сына за то, что не помог ему, плачет и снова поёт песню про солдата, возвращающегося с войны.
В конце появляется надпись «Посвящается Мако». Этот актёр озвучивал Айро в мультсериале, пока не скончался 21 июля 2006 года из-за рака пищевода.

### История Аанга
Аанг ищет Аппу в городе. Он прибывает в зоопарк и общается с хозяином, который опечален урезом бюджета из-за отсутствия детей-посетителей. Аанг предлагает переселить животных за стену Ба-Синг-Се, где им было бы лучше. Однако всё идёт не по плану, и животные разбегаются по городу. Аанг набирает в себя воздух и свистит в свисток, призывая всех зверей к себе. Он заманивает их к воротам. Животных удаётся перевезти. Однако затем Аанг и Кенджи, хозяин зоопарка, обнаруживают, что некоторые домашние питомцы также сбежались туда.

### История Сокки
Вечером Сокка гуляет по городу. Он замечает мероприятие, посвящённое поэзии. Сокка слушает чтение девушки, но сзади его пихает конь, и он проваливается в окно. Сокка случайно составляет хайку, когда рассказывает, что произошло. Учительница злится на него и произносит более сложное хайку. Они начинают соревноваться. Девочки хихикают после каждого раунда Сокки, но когда он ошибается, класс замолкает. Сокка подсчитывает слоги, и вышибала выкидывает его из здания.

### История Зуко
В чайной Зуко замечает девушку, которую они с дядей не раз видели. Принц думает, что она знает, кто они. Однако Айро предполагает, что девушка влюбилась в Зуко. Она подходит к нему и благодарит за чай, начиная знакомиться. Её зовут Джен. После она приглашает его погулять вечером. Айро отвечает за Зуко, соглашаясь, и девушка радуется. Вечером Зуко наряжается на свидание. Они ужинают в кафе. Зуко срывается на официанта, когда тот называет Джен его девушкой. Потом они общаются о прошлом Зуко, но тот не раскрывает свою истинную личность, продолжая использовать имя Ли и его выдуманную историю.
После ужина Джен ведёт Зуко к фонтану, в воде которого красиво отражается свет фонарей. Когда они приходят туда, Джен с ужасом обнаруживает, что те не горят. Зуко просит закрыть её глаза, и когда она делает это, он использует огонь, чтобы зажечь фонари. Девушка радуется, и хочет его поцеловать, но он успевает дать ей чайный купон по просьбе дяди. Она также просит его закрыть глаза и целует, но Зуко отходит и говорит, что всё сложно, а затем убегает. Дома Айро спрашивает у Зуко, как прошло свидание, и тот, спрятавшись в комнате, отвечает, что было хорошо.

### История Момо
Момо просыпается из-за грома. Он обнаруживает у себя клочок шерсти Аппы и скучает по другу. Он выбегает на улицу, надеясь, что встретит его, но этого не происходит. Момо натыкается на пум, которые хотят съесть его. Убегая, он попадает в руки людей, которые заставляют его танцевать с обезьянами. Пумы разгоняет представление, а затем всех животных ловит охотник. Он отвозит Момо и пум на живодёрню к мяснику. Момо удаётся выбраться из клетки, и он собирается бежать. Однако оборачивается и освобождает пум. Вместе они сбегают на крышу. Там, став друзьями, они обнимаются. Одна пума утаскивает шерсть Аппы и проводит Момо к небольшой ямке, оставляя клочок там. Это оказывается след Аппы.

## Отзывы

Динамика оценок IGN к эпизодам 2 сезона мультсериала

«Истории из Ба-Синг-Се» получили широкое признание. Особенно была отмечена «История Айро». Серия была признана многими критиками и фанатами одним из лучших эпизодов мультсериала.
В The Mary Sue эпизод описали как очень эмоциональный.
В Daily Dot серию оценили как «лучший эпизод „Аватара“», отметив, что это столь необходимый перерыв в мрачный период сериала. Рецензент назвал истории Зуко, Момо и Айро лучшими, отметив, что сюжет про Айро был «особенно запоминающимся». Айро часто выступает в качестве комедийного персонажа по сравнению с задумчивым Зуко, но в Daily Dot отметили, что эпизод представляет ещё одну, более эмоциональную сторону Айро. Серия объясняет, почему Айро идёт на всё, пытаясь спасти своего племянника Зуко, чтобы тот не погиб на войне, как его сын.
Хилари Люнг из CBR написал, что «Истории из Ба-Синг-Се» являются примером отличных филлерных эпизодов в «Аватаре». Макс Николсон из IGN поставил серии оценку 9,5 из 10, также посчитав, что, возможно, эпизод является лучшим филлером. Критик подметил, что в истории девушек «был один из тех редких моментов, когда мы смогли увидеть уязвимую сторону Тоф». В конце рецензент написал, что «„Истории из Ба-Синг-Се“ всегда будут занимать особое место в сердцах поклонников, в основном из-за истории Айро, которая даже после сотого просмотра по-прежнему радует и душераздирает».
Хайден Чайлдс из The A.V. Club написал, что обожает персонажа Тоф и после просмотра истории о девушках стал ещё «лучше понимать её сложность». Критик назвал историю об Айро «прекрасной».
Screen Rant и CBR поставили серию на 3 место в топе лучших эпизодов 2 сезона мультсериала по версии IMDb. Кевин Таш из Collider включил серию в список «7 важнейших эпизодов» мультсериала.